# Teardrops (Womack & Womack)
"Teardrops" is een nummer van het Amerikaanse rhythm-and-bluesduo Womack & Womack, dat in 1988 op het album Conscience verscheen. In hetzelfde jaar werd het ook als single uitgebracht door Island Records. Chris Blackwell was voor de productie verantwoordelijk en het nummer is geschreven door Cecil en Linda Womack. Op de hoes van de single stonden zij echter vermeld als Dr Rue & The Gypsy Wave Banner. Het nummer "Conscious of My Conscience" werd als B-kant gebruikt. Teardrops stond 7 weken op de eerste plaats in de Nationale Hitparade en aan het eind van dat jaar stond het op nummer één in de verkoop-Top 100 van 1988.

## Uitgaven (selectie)
Van de single bestaan meerdere uitgaven, waaronder:
1988 - 7", Britse uitgave (BRW 101)A: "Teardrops (Remix)" - 3:51
B: "Conscious of My Conscience" - 4:27
1988 - 12", Amerikaanse uitgave (0-96659)A1: "Teardrops (Vocal / LP Version)" - 5:00
A2: "Teardrops (Vocal / CD Version)" - 7:42
B1: "Conscious Of My Conscience (Vocal)" - 6:10
1988 - 7", Canadese uitgave (97099)A: "Teardrops" - 5:00
B: "Conscious of My Conscience" - 6:10
2009 - 12", Britse her-uitgave (A 1356)A: "Teardrops (12" Extended Mix)"

## Hitnoteringen

### Nederlandse Top 40
| Hitnotering: 24-09-1988 t/m 24-12-1988 | Hitnotering: 24-09-1988 t/m 24-12-1988 | Hitnotering: 24-09-1988 t/m 24-12-1988 | Hitnotering: 24-09-1988 t/m 24-12-1988 | Hitnotering: 24-09-1988 t/m 24-12-1988 | Hitnotering: 24-09-1988 t/m 24-12-1988 | Hitnotering: 24-09-1988 t/m 24-12-1988 | Hitnotering: 24-09-1988 t/m 24-12-1988 | Hitnotering: 24-09-1988 t/m 24-12-1988 | Hitnotering: 24-09-1988 t/m 24-12-1988 | Hitnotering: 24-09-1988 t/m 24-12-1988 | Hitnotering: 24-09-1988 t/m 24-12-1988 | Hitnotering: 24-09-1988 t/m 24-12-1988 | Hitnotering: 24-09-1988 t/m 24-12-1988 | Hitnotering: 24-09-1988 t/m 24-12-1988 | Hitnotering: 24-09-1988 t/m 24-12-1988 |
| Week                                   | 1                                      | 2                                      | 3                                      | 4                                      | 5                                      | 6                                      | 7                                      | 8                                      | 9                                      | 10                                     | 11                                     | 12                                     | 13                                     | 14                                     |                                        |
| -------------------------------------- | -------------------------------------- | -------------------------------------- | -------------------------------------- | -------------------------------------- | -------------------------------------- | -------------------------------------- | -------------------------------------- | -------------------------------------- | -------------------------------------- | -------------------------------------- | -------------------------------------- | -------------------------------------- | -------------------------------------- | -------------------------------------- | -------------------------------------- |
| Nummer                                 | 26                                     | 14                                     | 5                                      | 2                                      | 1                                      | 1                                      | 1                                      | 1                                      | 1                                      | 1                                      | 3                                      | 8                                      | 18                                     | 40                                     | uit                                    |

### Nationale Hitparade Top 100
| Hitnotering: 24-09-1988 t/m 14-01-1989 | Hitnotering: 24-09-1988 t/m 14-01-1989 | Hitnotering: 24-09-1988 t/m 14-01-1989 | Hitnotering: 24-09-1988 t/m 14-01-1989 | Hitnotering: 24-09-1988 t/m 14-01-1989 | Hitnotering: 24-09-1988 t/m 14-01-1989 | Hitnotering: 24-09-1988 t/m 14-01-1989 | Hitnotering: 24-09-1988 t/m 14-01-1989 | Hitnotering: 24-09-1988 t/m 14-01-1989 | Hitnotering: 24-09-1988 t/m 14-01-1989 | Hitnotering: 24-09-1988 t/m 14-01-1989 | Hitnotering: 24-09-1988 t/m 14-01-1989 | Hitnotering: 24-09-1988 t/m 14-01-1989 | Hitnotering: 24-09-1988 t/m 14-01-1989 | Hitnotering: 24-09-1988 t/m 14-01-1989 | Hitnotering: 24-09-1988 t/m 14-01-1989 | Hitnotering: 24-09-1988 t/m 14-01-1989 | Hitnotering: 24-09-1988 t/m 14-01-1989 |
| Week                                   | 1                                      | 2                                      | 3                                      | 4                                      | 5                                      | 6                                      | 7                                      | 8                                      | 9                                      | 10                                     | 11                                     | 12                                     | 13                                     | 14                                     | 15                                     | 16                                     |                                        |
| -------------------------------------- | -------------------------------------- | -------------------------------------- | -------------------------------------- | -------------------------------------- | -------------------------------------- | -------------------------------------- | -------------------------------------- | -------------------------------------- | -------------------------------------- | -------------------------------------- | -------------------------------------- | -------------------------------------- | -------------------------------------- | -------------------------------------- | -------------------------------------- | -------------------------------------- | -------------------------------------- |
| Nummer                                 | 48                                     | 19                                     | 7                                      | 1                                      | 1                                      | 1                                      | 1                                      | 1                                      | 1                                      | 1                                      | 2                                      | 8                                      | 15                                     | 22                                     | 41                                     | 64                                     | uit                                    |

### NPO Radio 2 Top 2000
| Nummer met noteringen in de NPO Radio 2 Top 2000 | '99 | '00  | '01  | '02  | '03  | '04  | '05  | '06  | '07  | '08  | '09  | '10  | '11-'12 | '13  | '14  | '15  | '16  | '17  | '18  | '19  | '20  | '21  | '22  | '23  | '24  |
| ------------------------------------------------ | --- | ---- | ---- | ---- | ---- | ---- | ---- | ---- | ---- | ---- | ---- | ---- | ------- | ---- | ---- | ---- | ---- | ---- | ---- | ---- | ---- | ---- | ---- | ---- | ---- |
| Teardrops                                        | 946 | 1192 | 1503 | 1456 | 1226 | 1374 | 1638 | 1837 | 1552 | 1543 | 1790 | 1558 | -       | 1839 | 1727 | 1822 | 1822 | 1888 | 2000 | 1876 | 1855 | 1582 | 1874 | 1975 | 1965 |

1. ↑  Een '-' betekent dat het nummer niet was genoteerd en een vetgedrukt getal geeft de hoogste notering aan.